# William Cavendish, 5:e hertig av Devonshire

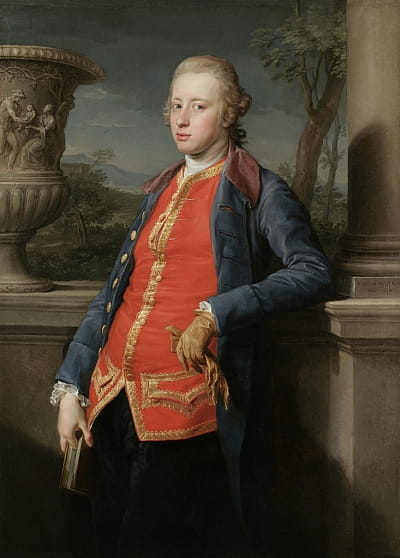
William Cavendish.

William Cavendish, 5:e hertig av Devonshire född 1748, död  1811, var en engelsk hertig. Han var son till William Cavendish, 4:e hertig av Devonshire. Han gifte sig 1774 med Lady Georgiana Spencer (1757–1806), dotter till John Spencer, 1:e earl Spencer och 1809 med Lady  Elizabeth Hervey (1759–1824), som han dessförinnan haft en långvarig relation med.

## Barn
- Lady Georgiana Cavendish (1783–1858); gift 1801 med George Howard, 6:e earl av Carlisle (1773–1848)
- Lady Harriet Elizabeth Cavendish (1785–1862); gift 1809 med Granville Leveson-Gower, 1:e earl Granville (1773–1846)
- William George Spencer Cavendish, 6:e hertig av Devonshire (1790–1858). Ogift.